# Staffelhalle

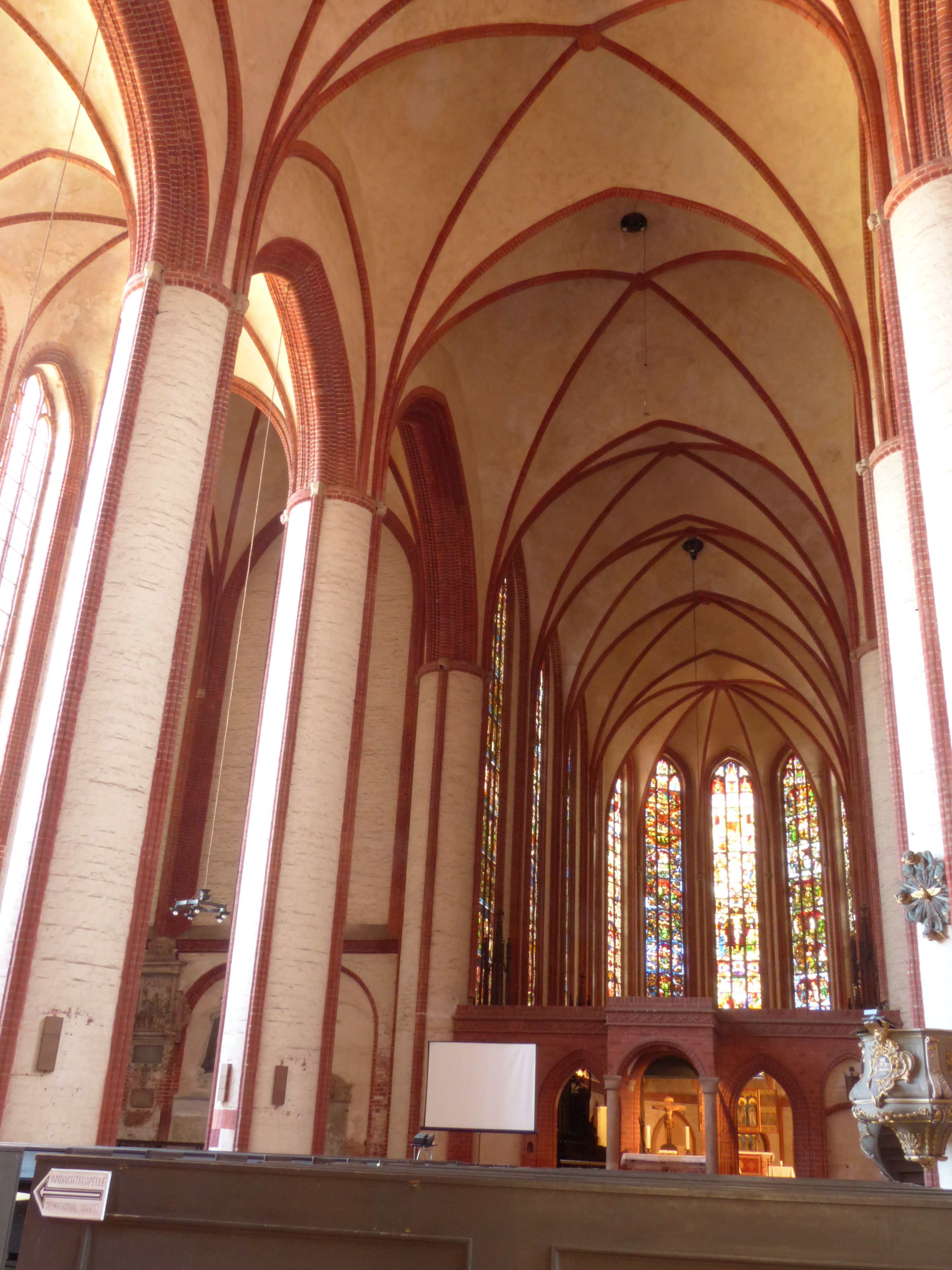
St. Nikolaus in Stendal, Staffelhalle

Die Staffelhalle ist eine Sonderform der Hallenkirche, bei der das Mittelschiff etwas höher gezogen ist, aber keinen Obergaden ausbildet und zusammen mit den Seitenschiffen unter einem Dach zusammengefasst wird. 

## Vergleich mit anderen Bauformen
- Im Unterschied zur klassischen Hallenkirche ragt das Mittelschiff des Langhauses etwas höher empor als die Seitenschiffe.
- Im Unterschied zur Pseudobasilika bildet es jedoch kein zusätzliches Geschoss. Erst recht hat es keine Fenster oberhalb der Seitenschiffe aufzuweisen (Obergaden) wie eine echte Basilika. Während Wilfried Koch definitorisch zwischen Pseudobasilika und Staffelhalle unterscheidet,[1] verwirrt Günther Binding beide Bezeichnungen.[2]
  - Die von Binding ins Spiel gebrachte Bezeichnung Staffelkirche ist als Oberbegriff von Staffelhalle und Pseudobasilika sinnvoll.
- Hallenkirchen dürfen nicht mit Saalkirchen verwechselt werden, deren Langhaus einschiffig ist und nicht durch Arkaden in parallele Haupt- und Seitenschiffe unterteilt.

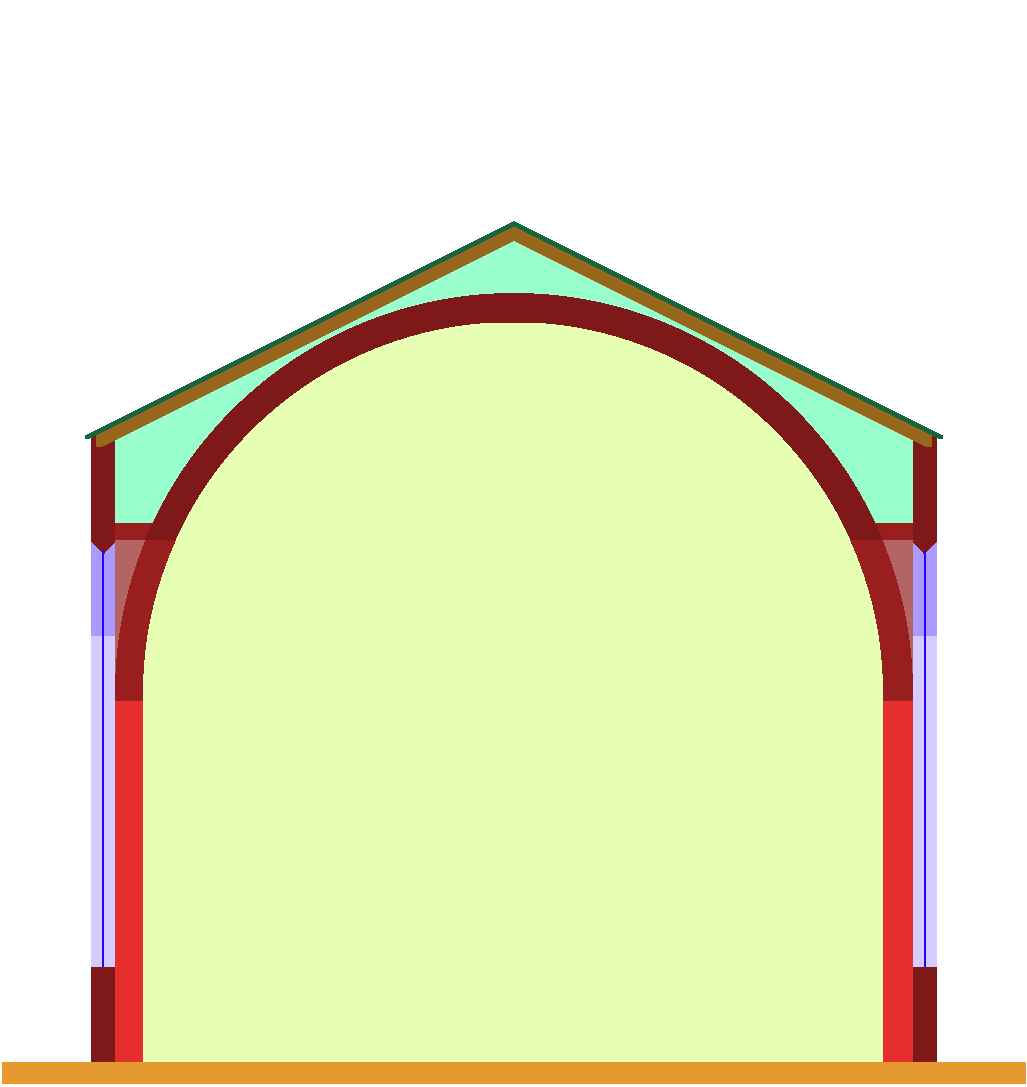
Saalkirche
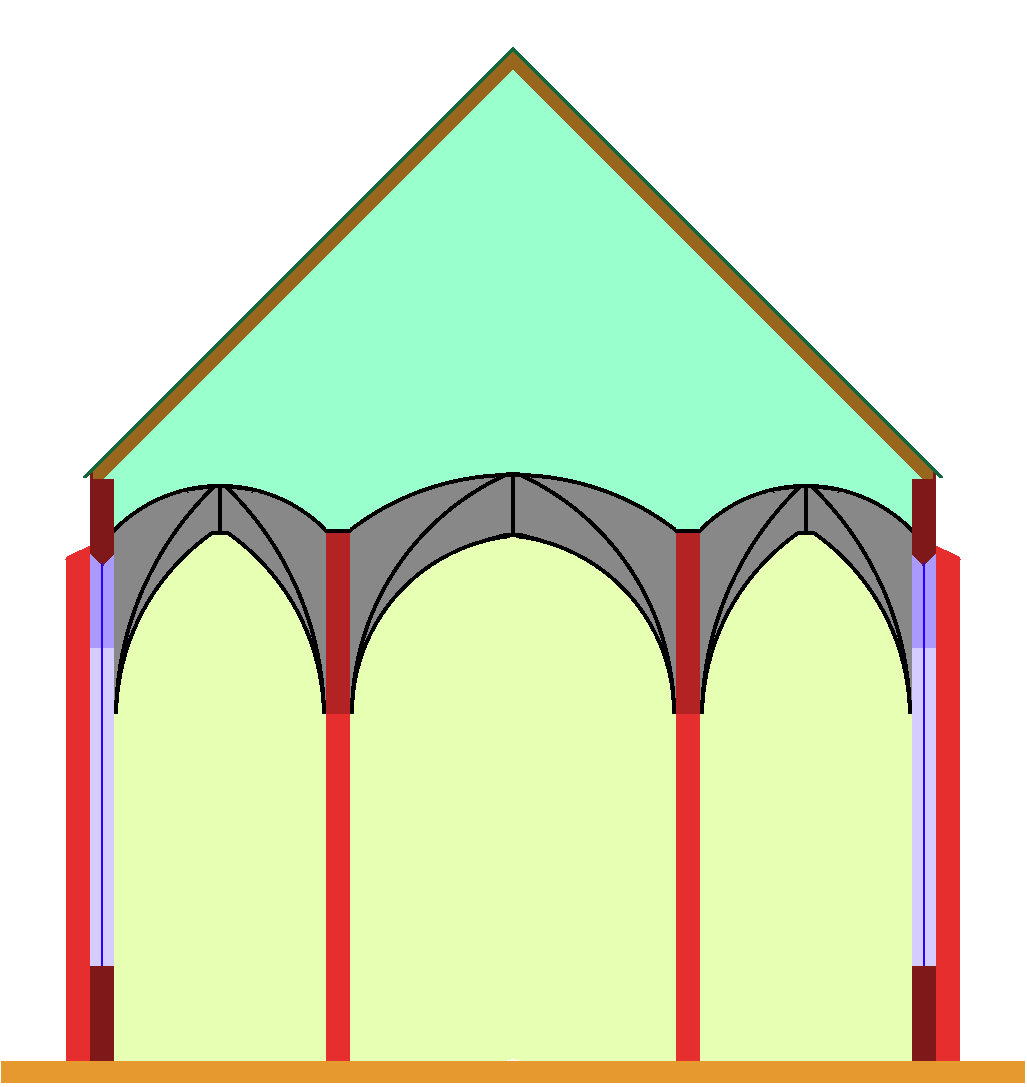
Hallenkirche
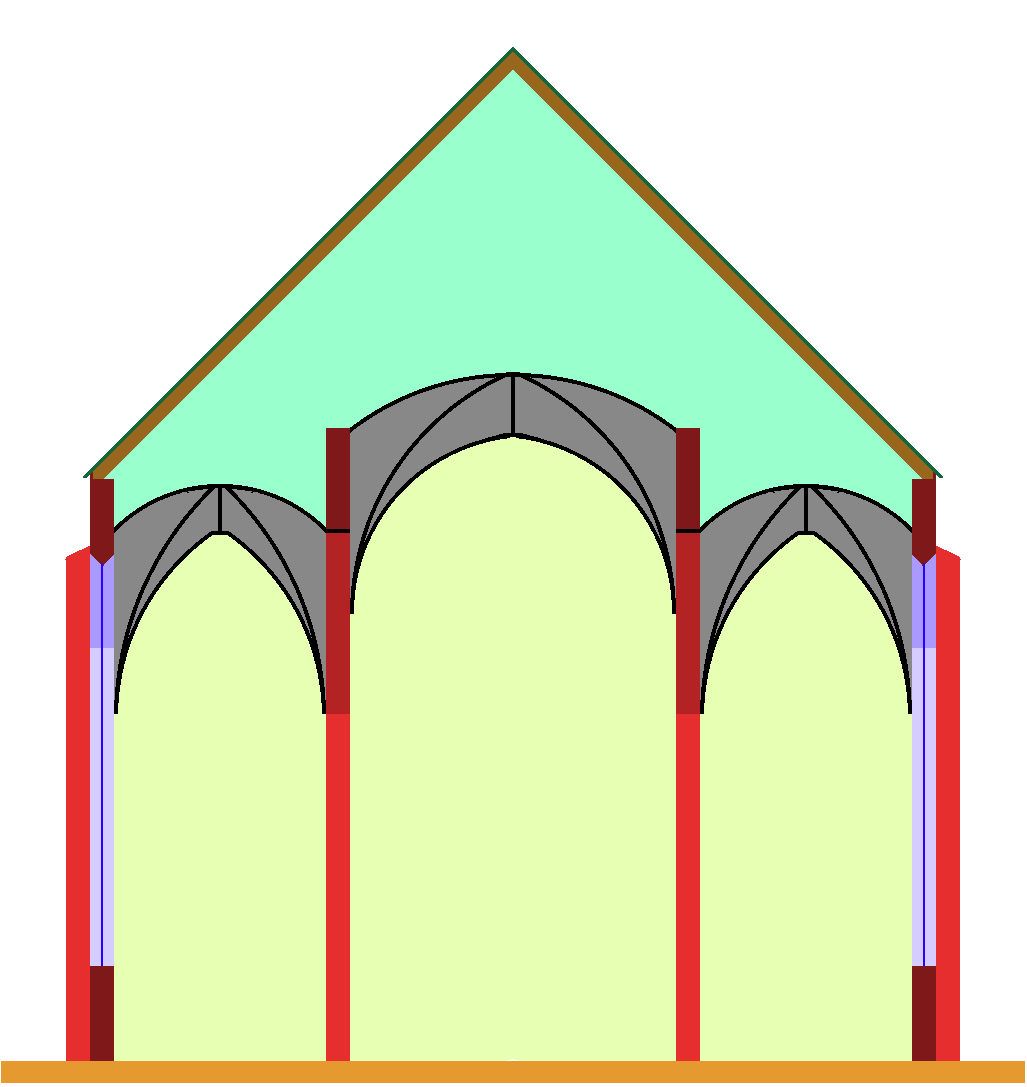
Staffelhalle, Stufenhalle
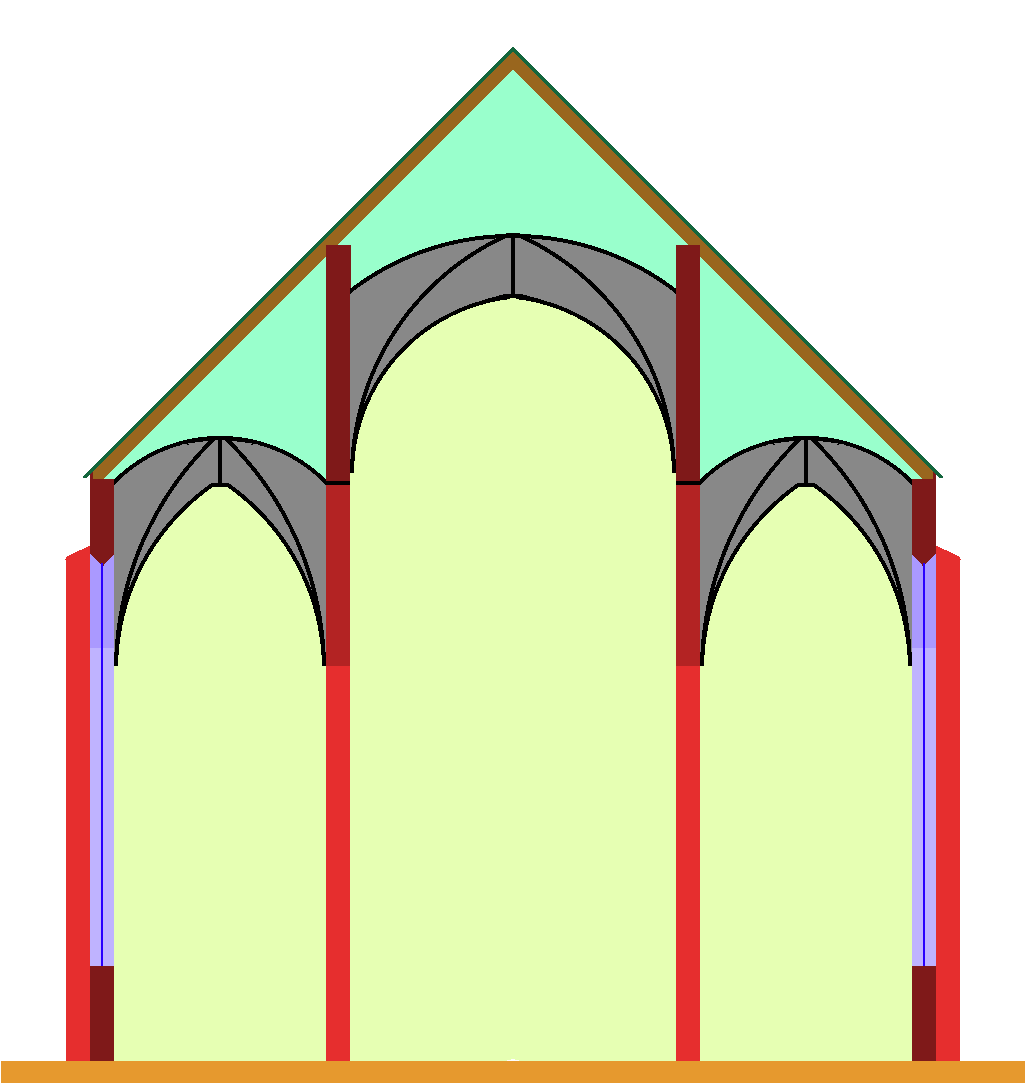
Pseudobasilika
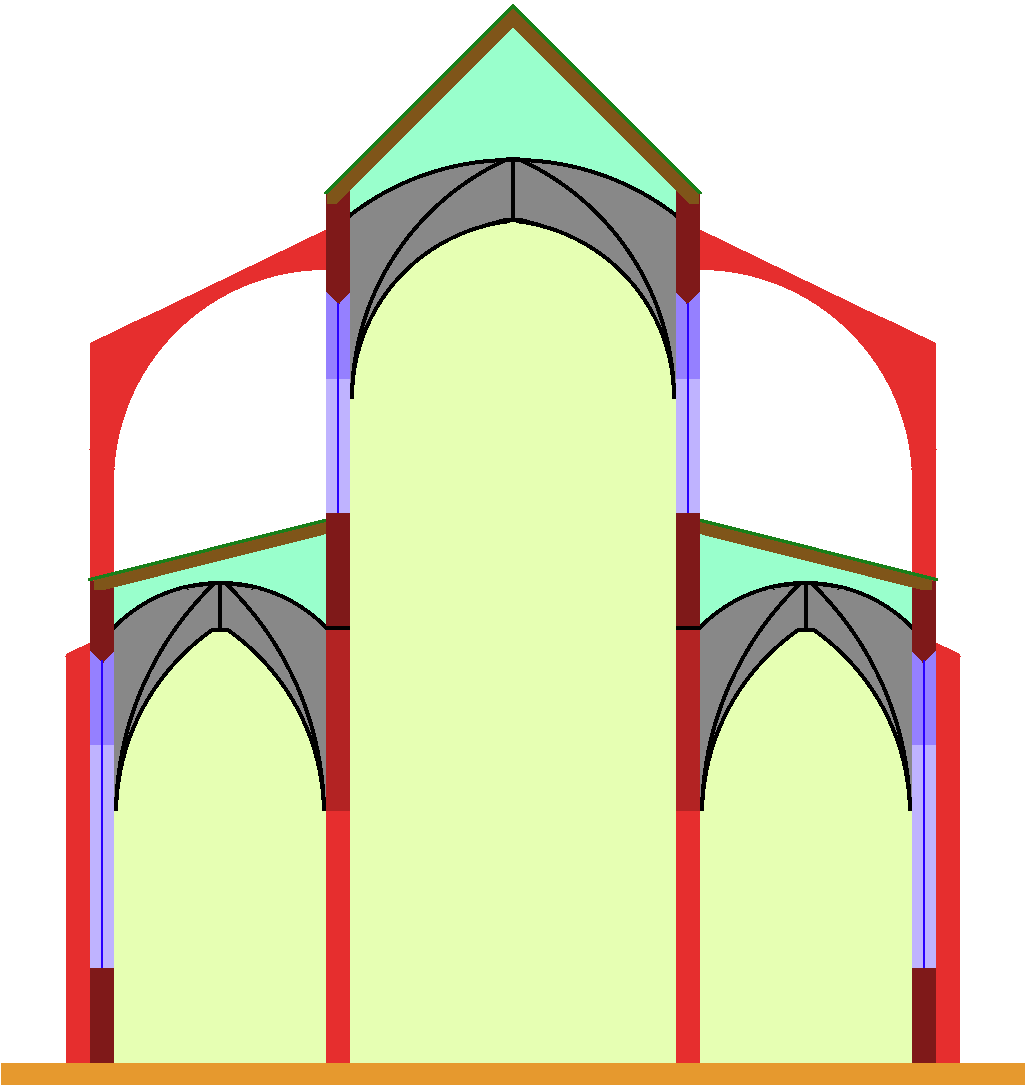
Basilika mit Obergaden
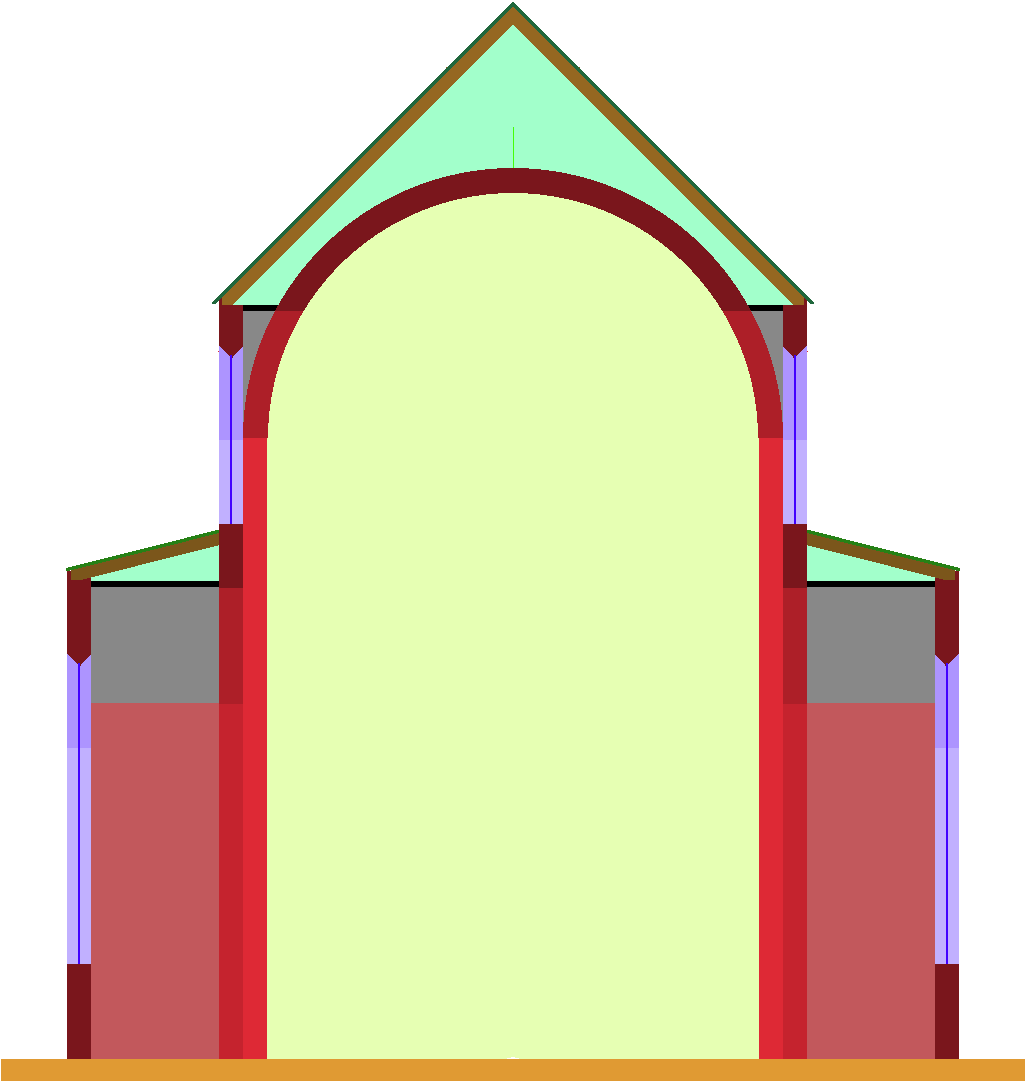
Abseitensaal mit Obergaden

## Entwicklung
Eine der ersten Staffelhallen wird oft verkannt, weil die Bauform für Zeit und Region ungewöhnlich ist: die Basilika minor
Sant'Ambrogio in Mailand, vollendet um 1128. Sie ist gleichermaßen eine Emporenhalle mit gebundenem System. Die Kreuzrippengewölbe des Mittelschiffs setzen etwas niedriger an als die Kreuzgratgewölbe über den Emporen der Seitenschiffe, ragen aber höher.

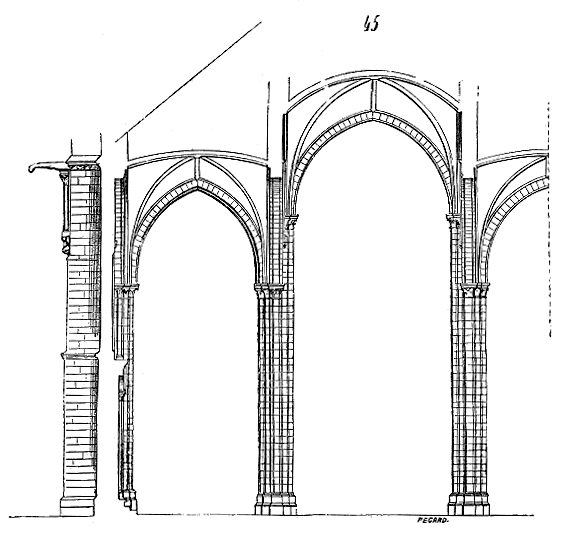
Querschnitt durch das Langhaus der Kathedrale von Poitiers

 Im französischen Poitou erschienen Staffelhallen bereits im 11. Jahrhundert. Dazu gehört Notre-Dame-et-St-Junien in Lusignan im Dép. Vienne. Bei St-Maurice in Saint-Maurice-la-Clouère ist nicht klar, ob das Langhaus im 11. oder 12. Jahrhundert errichtet wurde. Die Kathedrale von Poitiers, einer der wichtigsten Bauten der Angevinischen Gotik ist teilweise eine Stufenhalle; im 1162 begonnenen Chor sind alle Schiffe gleich hoch, aber im ab etwa 1200 errichteten Langhaus ist das Mittelschiff etwas höher als die Seitenschiffe. 
Im 15. Jahrhundert entstanden in vielen Gebieten Zentraleuropas Staffelhallen, häufig ist die Bauform beispielsweise bei Pfarrkirchen der Region Franken und in Dänemark.
In Westfalen bildete sich in der Spätromanik eine lokale Bauschule aus, die das Prinzip von Sant'Ambrogio in Mailand wieder aufnahm. Diese kreuzrippengewölbte Kirchen mit Stützenwechsel im „gebundenen System“  erscheinen im Innenraum als Stufenhallen. Als erster fassbarer Bau dieser Gruppe gilt die Stifts- und Pfarrkirche St. Ludgeri in Münster. Bis etwa 1220 entstanden zahlreiche Nachfolgebauten, die später allerdings meist verändert wurden. Besonders in Billerbeck und Legden haben sich jedoch noch charakteristische Beispiele erhalten.
Große Staffelhallen im eigentlichen Sinne sind etwa der „Dom“ St. Nikolaus in Stendal oder der Königsberger Dom. Durch das Anfügen von Seitenkapellen entstand manchmal ein fünfschiffiges Raumbild (z. B. Pfarrkirche Eggenfelden).

## Verbreitung
In der Liste der Hallenkirchen sind die Staffelhallen mit aufgeführt.

## Spanische Sonderform
Eine Sonderform gibt es in Spanien. Wegen der Flachdächer reicht auch ein relativ geringer Höhenunterschied für – kleine – Fenster des Mittelschiffs oberhalb der Seitenschiffe, obwohl es kein abgegrenztes Obergaden-Geschoss gibt. Das ermöglicht eine Basilika mit den Innenraumproportionen einer Staffelhalle. Beispiele sind die Kathedrale von Barcelona und die Kirche Santa Maria del Mar ebenda.